# Llywelyn den siste
Llywelyn ap Gruffudd eller Gruffydd, född cirka 1223, död 11 december 1282 i Cilmeri i Powys, var den näst siste fursten av ett självständigt Wales före Edvard I:s erövring av Wales. På kymriska är han ihågkommen som Llywelyn Ein Llyw Olaf (Llywelyn, vår siste ledare).

## Biografi
Han var en av fyra söner till Gruffudd, Llywelyn den stores illegitime son. Åsikterna går isär huruvida han var den andre eller tredje sonen. Han var i alla fall inte den äldste. Han vann över oppositionen, som bestod av en äldre bror och hans farbröder och gjorde anspråk på kungariket Gwynedd 1258, och tog titeln prins av Wales, som då var ett helt nytt begrepp. Han erkändes som sådan av Henrik III av England i Montgomeryfördraget 1267. Llywelyns expansitionslystnad gjorde honom dock efterhand impopulär bland vissa av de walesiska ledarna, särskilt de i södra Wales. 
Trots att han var en duglig befälhavare, saknade Llywelyn sin farfars politiska skarpsinne och skaffades sig en onödig fiende i kung Edvard I av England, genom att fortsätta att liera sig med Simon de Montforts familj, även efter att den bekymmersamma freden med engelsmännen slutits. Edvard lät kapa det skepp som Simons dotter, Eleanor, Llywelyns blivande brud, befann sig på då det var på väg från Frankrike till Wales och spärrade in henne på Windsor tills Llywelyn hade gjort vissa eftergifter. De gifte sig slutligen i Worcester 1278.
Llywelyn hade inga arvingar, vilket var ovanligt för en walesisk regent, eftersom den walesiska lagen även tillät illegima söner att ärva. År 1282 födde Eleanor en dotter, Gwenllian av Wales, men dog i barnsäng, en händelse som ska ha påverkat Llywelyn mycket djupt. Vid denna tidpunkt anföll hans yngre bror, Dafydd, engelsmännen. Llywelyn kände sig tvungen att stötta sin bror och inledde ett illa förberett krig. Llywelyn gick in i ett bakhåll och överfölls och dödades vid Cilmeri, nära Builth Wells, då han försökte samla stöd i södra Wales. Det var först en tid senare som en engelsk riddare upptäckte att det var furstens lik och huvudet höggs av och levererades till London där det visades upp på gatorna. 
Med förlusten av Llywelyn avtog den walesiska stridsviljan och Dafydd, som hade utropat sig som Llywelyns efterträdare, tvingades fly till bergen. Han förråddes, tillfångatogs och avrättades av Edvard I. Hans hustru och söner slutade sina liv i fångenskap. Llywelyns dotter, Gwenllian, skickades till ett kloster i Sempringham i Lincolnshire, där hon dog i femtioårsåldern.

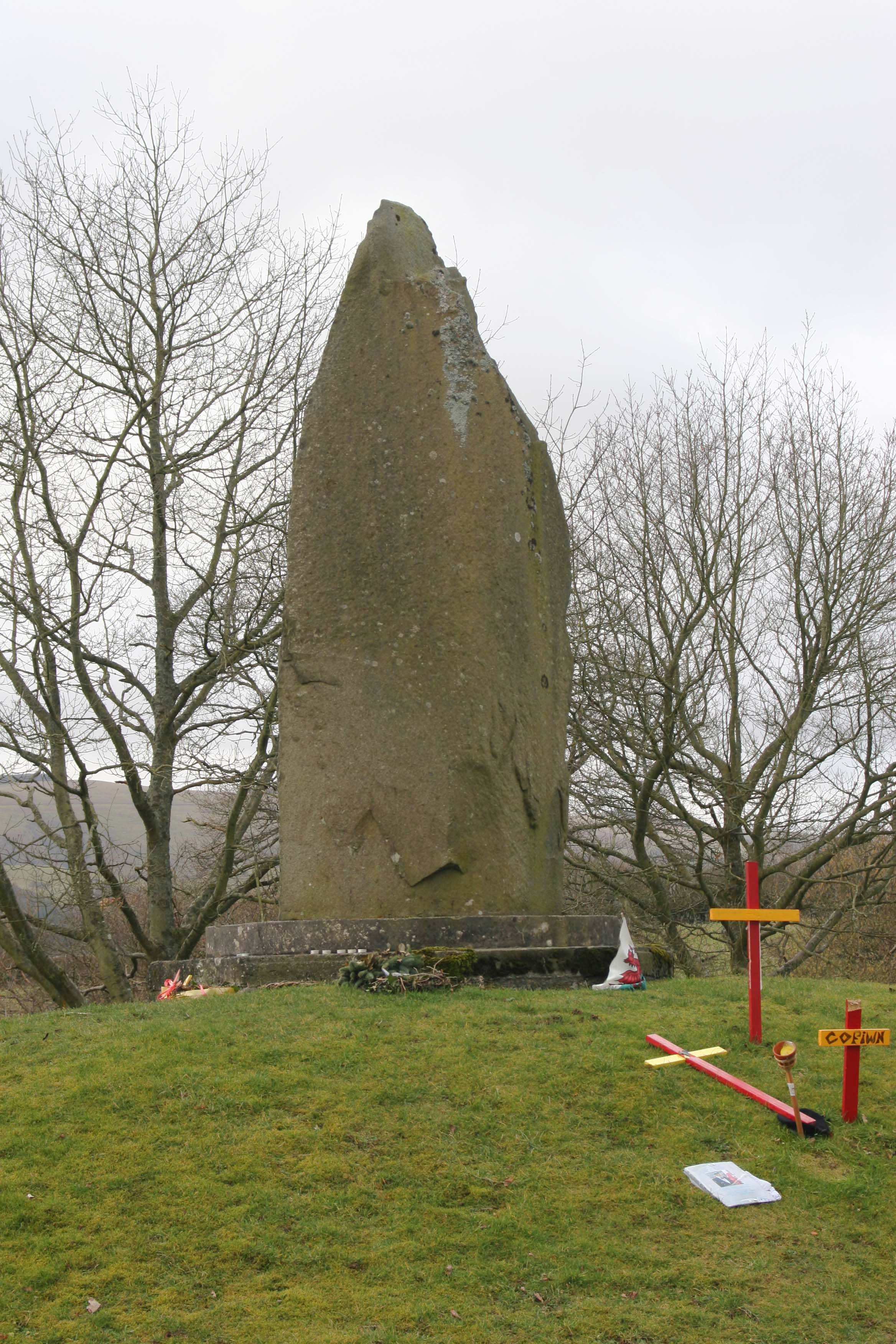
Llywelynmunomentet vid Cilmeri.